# 情越海岸線
《情越海岸線》（英語：Slow Boat Home）是香港電視廣播有限公司拍攝製作的時裝愛情溫情電視劇，由黃浩然、陳展鵬、陳茵媺及李詩韻領銜主演，並由姚子羚、楊明、樂瞳、岳華、蔣志光、謝雪心及朱璇聯合演出，監製為梁材遠。此劇於香港長洲取景，其姊妹作為《情越雙白線》。

## 演員表

### 張家
| 演員           | 角色   | 關係／暱稱 |
| 吳雲甫（青年） | 張勝妹 | 妹記、妹哥 長洲海鮮檔老闆 張寶生、張文鳳之父 葉詠珊之好友 朱震雄之死敵，後和好 |
| 岳 華          | 張勝妹 | 妹記、妹哥 長洲海鮮檔老闆 張寶生、張文鳳之父 葉詠珊之好友 朱震雄之死敵，後和好 |
| 冼海鍩（童年） | 張寶生 | 張保仔、長毛賊、鮑魚刷 長洲海鮮檔少東 張勝妹之子 張文鳳之兄 葉詠珊之乾子 與朱耀楷不合，後和好 朱鈴鈴之鍾情对象 程禮榮、陳滿基之好友 鄭抱抱之鬥氣冤家，後暗戀其，於第17集成為男友，後於第23集分手，最後於第25集重遇其並復合 於《張保仔》此角色改由麥長青客串飾演，並已與鄭抱抱結婚 |
| 黃浩然         | 張寶生 | 張保仔、長毛賊、鮑魚刷 長洲海鮮檔少東 張勝妹之子 張文鳳之兄 葉詠珊之乾子 與朱耀楷不合，後和好 朱鈴鈴之鍾情对象 程禮榮、陳滿基之好友 鄭抱抱之鬥氣冤家，後暗戀其，於第17集成為男友，後於第23集分手，最後於第25集重遇其並復合 於《張保仔》此角色改由麥長青客串飾演，並已與鄭抱抱結婚 |
| 樂 瞳          | 張文鳳 | Yoyo 大專中文系學生 張勝妹之女 張寶生之妹 陳滿基之暗戀對象，於第25集成為其女友 朱耀楷之暗戀對象 於第25集成為S&S度假屋行政總裁 於《張保仔》懷孕 |

### 程家
| 演員           | 角色   | 關係 / 暱稱 |
| 張國強         | 程煜標 | 程sir 運動教練／長洲精品店東主 劉妙蓮之夫 程禮榮、程俊賢之父 被甘美琪勾引 |
| 盧宛茵         | 劉妙蓮 | 家庭主婦／長洲精品店老闆娘 程煜標之妻 程禮榮、程俊賢之母 针对郭希雯，后和好并接受与程礼荣交往 |
| 陳子樂（童年） | 程禮榮 | Kevin、Fit榮 實習專科醫生，曾被周啟華與錢嘉莉陷害而險被吊銷牌照，後復職，於第10集辭職 程煜標、劉妙蓮之長子 程俊賢之兄 張寶生、陳滿基之好友 郭希雯之前男友，於第14集復合，於第24集分手，於第25集重遇其並復合 關思浩青梅竹馬的大哥哥 於第13集代理關心仁長洲診所 於第25集正式成為專科醫生 於《降魔的2.0》被葉詠珊提及與郭希雯生了孩子 |
| 陳展鵬         | 程禮榮 | Kevin、Fit榮 實習專科醫生，曾被周啟華與錢嘉莉陷害而險被吊銷牌照，後復職，於第10集辭職 程煜標、劉妙蓮之長子 程俊賢之兄 張寶生、陳滿基之好友 郭希雯之前男友，於第14集復合，於第24集分手，於第25集重遇其並復合 關思浩青梅竹馬的大哥哥 於第13集代理關心仁長洲診所 於第25集正式成為專科醫生 於《降魔的2.0》被葉詠珊提及與郭希雯生了孩子 |
| 王樹熹         | 程俊賢 | 口水賢 程煜標、劉妙蓮之幼子 程禮榮之弟 於第25集前往外國讀書 |

### 鄭家／杜家
| 演員   | 角色   | 關係／暱稱 |
| 李鴻   | 鄭立志 | 方月梅之夫 鄭抱抱之繼父 已過生 |
| 趙永洪 | 杜繼堯 | 方月梅之前夫 杜鳳妮之父 鄭抱抱之親父 於幾年前因癌症而過生 |
| 何傲兒 | 方月梅 | 鄭立志之妻 杜繼堯之前妻 鄭抱抱之母 葉詠珊之昔日姊妹 於幾年前因癌症而過生 |
| 姚子羚 | 杜鳳妮 | 筆名蘇鳳妮 曾化名杜心如 網絡小說女作家 台灣人 杜繼堯之女 鄭抱抱之姊，於第24集相認 葉學明之鍾情對象 暗戀程禮榮 於第17集登場 於《張保仔》與葉學明已婚                                   |
| 陳茵媺 | 鄭抱抱 | Kate、八爪魚 電視製作人／導演 鄭立志之繼女 杜繼堯、方月梅之女 杜鳳妮之妹，於第24集相認 張寶生之鬥氣冤家，於第17集成為女友，後於第23集分手並離開長州，最後於第25集返回長州重遇其並復合 |

### 葉家／郭家
| 演員           | 角色   | 關係／暱稱 |
| 孫慧雪（青年） | 葉詠珊 | 珊姐度假屋老闆娘，後為S&S度假屋老闆娘 郭希雯之母 張寶生、張文鳳之乾母 葉學明之姊 方月梅之昔日姊妹 張勝妹之好友 參見降魔的2.0 |
| 謝雪心         | 葉詠珊 | 珊姐度假屋老闆娘，後為S&S度假屋老闆娘 郭希雯之母 張寶生、張文鳳之乾母 葉學明之姊 方月梅之昔日姊妹 張勝妹之好友 參見降魔的2.0 |
| 蔣志光         | 葉學明 | B哥、阿B 自由藝術家、後成為網絡小說作家、天才作曲家 葉詠珊之弟 郭希雯之舅父 鍾情杜鳳妮 於《張保仔》與杜鳳妮已婚 參見降魔的系列 |
| 李詩韻         | 郭希雯 | Heidi、雯女、希雯 公關公司老闆、後為S&S旅館行政總裁 葉詠珊之女 葉學明之外甥女 程禮榮之前女友，於第14集復合，於第24集分手，於第25集重遇其並復合 被劉妙蓮针对，后和好并接受程禮榮交往 周啟華之情婦，後分手，於第24集被其所害導致毀容 於第25集成為義工，後返回長州 於降魔的2.0被葉詠珊提及與程禮榮生了孩子 |

### 陳家
| 演員   | 角色   | 關係／暱稱                                                                            |
| 余子明 | 陳 強  | 陳滿基之父 于第15集罹患脑退化症                                                       |
| 楊 明  | 陳滿基 | 郵差，後成為長洲郵政局局長 陳強之子 張寶生、程禮榮之好友 暗戀張文鳳，於第25集為其男友 |

### 朱家
| 演員   | 角色   | 關係／暱稱 |
| 關 菁  | 朱震雄 | 長洲居民 朱耀楷、朱鈴鈴之父 張勝妹之死敵，後和好                                                                             |
| 李天翔 | 朱耀楷 | 蟹哥、軟腳蟹（張寶生專稱） 長洲居民 朱震雄之子 朱鈴鈴之兄 暗戀張文鳳 與張寶生不合，後和好 於第25集因走私奶粉而被判監，後獲釋 |
| 李綺雯 | 朱鈴鈴 | 金毛鈴 長洲居民 朱震雄之女 朱耀楷之妹 鍾情張寶生 於第25集被嫁往美國並懷有雙胞胎                                              |

### 其他演員
| 演員   | 角色        | 關係／暱稱 |
| 朱 璇  | 甘美琪      | Maggie 失婚婦人 勾引程煜標 於第18集被送去精神病院 於《張保仔》被朱耀楷由精神病院接回                             |
| 鄧健泓 | 周啟華      | Vincent 富二代 錢嘉莉之未婚夫，後分手 郭希雯之情夫，後分手 陷害程禮榮 於第4集登場 於第24集用咖啡淋傷郭希雯而被捕 |
| 周 驄  | 關心仁      | 老西醫 關思浩之養父 程禮榮之師傅 於第13集將長洲診所交程禮榮代理 其後與養女關思浩移居美國                         |
| 周家蔚 | 關思浩      | 美國醫科畢業生 葉安倫之女 關心仁之養女 程禮榮青梅竹馬的妹妹 其後與養父關心仁移居美國                             |
| 沈卓盈 | 錢嘉莉      | Amy 周啟華之未婚妻，後分手 郭希雯之情敵 陷害程禮榮、郭希雯                                                       |
| 楊潮凱 | 盧明輝      | 長洲居民 盧根、盧師奶之子 張保生好友                                                                             |
| 羅鈞滿 | 馬 友       | 新馬仔 長洲居民 張保生好友                                                                                       |
| 陳偉洪 | 亞 龍       | 長洲居民 朱耀楷好友                                                                                              |
| 朱敏瀚 | 亞 虎       | 長洲居民 朱耀楷好友                                                                                              |
| 沈震軒 | Albert Dino | 唱片監製 非禮張文鳳                                                                                              |
| 倫紫玄 | Jessica Q   | |
| 劉桂芳 | 王姑娘      | 護士 |
| 沈愛琳 | Judy Hui    | |
| 郭田葰 | 徐志軒      | Sam 醫生 程禮榮之同事                                                                                            |
| 楊瑞麟 | 區仲均      | 醫生 心胸肺科主管 程禮榮、徐志軒之上司                                                                           |
| 謝卓言 | 醫生        | |
| 白健恩 | 醫生        | |
| 鍾志光 | 院長        | |
| 黎彼得 | 盧 根       | 盧明輝之父 |
| 曾慧雲 | 盧師奶      | 盧根之妻 |
| 陈嘉嘉 | 阿兰        | |
| 王致狄 | 胡恩東      | |
| 張智軒 | 李遇安      | |
| 林敬剛 | 謝永松      | |
| 葉志華 | 王又翔      | |
| 王俊棠 | 蝦 叔       | |
| 祝文君 | 蝦 嫂       | |
| 華忠男 | 九 叔       | |
| 溫裕紅 | 九 嫂       | |
| 布偉傑 | 海天宇      | 中醫師 海師奶之夫                                                                                                |
| 黃梓瑋 | 海師奶      | 海天宇之妻 |
| 鄭世豪 | Jacky       | S&S渡假屋員工 |
| 劉 俐  | Ada         | S&S渡假屋員工 |
| 頌 誼  | 護士        | |
| 蕭凱欣 | 護士        | |
| 孫季卿 | 夜冷店老闆  | |
| 胡中慧 | 美 女       | |
| 蔡慧欣 | 美 女       | |
| 葉婷芝 | 美 女       | |
| 黃鳳瓊 | 馬 太       | 馬友之母 |
| 白 雲  | 女拳手      | |
| 馬貫東 |             | |
| 陳 堃  |             | |
| 鄧雅鋒 |             | |
| 姚兵   | PAUL 苏     | |

## 收視
以下為本劇於香港無綫電視翡翠台、高清翡翠台之收視紀錄：
| 週次 | 集數   | 日期                   | 平均收視 | 最高收視 | 百分比 |
| 1    | 01－05 | 2013年5月13日－5月17日 | 25點     | 28點     |        |
| 2    | 06－10 | 2013年5月20日－5月24日 | 26點     | 28點     |        |
| 3    | 11－15 | 2013年5月27日－5月31日 | 26點     | 30點     |        |
| 4    | 16－20 | 2013年6月3日－6月7日   | 26點     | 28點     |        |
| 5    | 21－25 | 2013年6月10日－6月14日 | 28點     | 30點     |        |

全劇的平均收視為26.2點。

## 獎項

### 星和無綫電視大獎2013
| 獎項                    | 獲奬單位             |
| ----------------------- | -------------------- |
| 「我最愛TVB電視男角色」 | 程禮榮（陳展鵬飾演） |

## 記事
- 2012年3月16日：監製與演員方面確定開拍本劇[3]。
- 2012年3月28日：此劇演員在將軍澳電視廣播城進行內部試造型。
- 2012年4月13日：此劇於15:15在將軍澳電視廣播城十三廠舉行開鏡拜神儀式[4]東方日報 （页面存档备份，存于）蘋果日報 （页面存档备份，存于）文匯報 （页面存档备份，存于）大公報 （页面存档备份，存于）成報[永久]
- 2012年4月13日: 此劇「周啟華」一角原定由高鈞賢飾演，因腳傷要休養兩個多月辭演[5]，改由鄧健泓飾演，因此做就鄧健泓跟李詩韻兩情侶分手後再次合作。[6]。
- 2012年6月18日：此劇於12:00在屯門新咖啡灣泳灘沙灘排球外景拍攝探班[7]。
- 2012年7月4日：此劇於17:45在長洲華威酒店華威閣由梁乃鵬博士舉行煞科宴[8]。
- 2013年4月24日：演員黃浩然、李詩韻、樂瞳、白雲、李綺雯及劉俐等在西貢海灘為此劇拍攝宣傳片[9]。
- 2013年5月8日：此劇於14:30在長洲中央廣場舉行「飄色預演賀啟播」宣傳活動[10]。
- 2013年5月19日：此劇於14:00在荃灣廣場舉行「長洲製造」宣傳活動[11]。
- 2013年5月28日：此劇於12:30在西貢勝記海鮮酒家舉行「捕捉海岸情」宣傳活動[12]。
- 2013年6月9日：此劇於14:00在西九龍中心舉行「小島『宜』情」宣傳活動[13]。

## 軼事
- 此劇首播第五集當日適逢佛誕，長洲舉行太平清醮，並有搶包山之節慶活動，該集特別安排介紹長洲飄色及搶包山之情節，並有往年搶包山比賽片段作為過場片段，別有一番特色。
- 此劇跟《降魔的系列》和《張保仔》同屬同一時空。

## 外部連結
- 情越海岸線 - myTV SUPER （页面存档备份，存于）